# Viện Khoa học tổ chức nhà nước (Việt Nam)
Viện Khoa học tổ chức nhà nước (tiếng Anh: Institute on State Organizational Sciences, viết tắt là INSOS) là đơn vị sự nghiệp khoa học công lập phục vụ quản lý nhà nước trực thuộc Bộ Nội vụ; là Viện nghiên cứu đầu ngành về khoa học tổ chức và tổ chức nhà nước; là đầu mối quản lý hoạt động khoa học và công nghệ của Bộ Nội vụ.
Chức năng, nhiệm vụ, quyền hạn và cơ cấu tổ chức của Viện được quy định tại Quyết định số 1197/QĐ-BNV ngày 16 tháng 12 năm 2022 của Bộ trưởng Bộ Nội vụ.

## Lịch sử hình thành và phát triển[1]
Ngày 1 tháng 12 năm 1990, Trung tâm Thông tin – Tư liệu trực thuộc Ban Tổ chức - Cán bộ của Chính phủ được thành lập theo Quy định số 539/TCCP.
Năm 1995, Trung tâm được chuyển thành Viện Nghiên cứu Khoa học tổ chức nhà nước theo Quyết định số 15/TCCP ngày 11 tháng 3 năm 1995.
Năm 2008, Viện được đổi tên thành Viện Khoa học tổ chức nhà nước theo Quyết định số 1501/2008/QĐ-BNV ngày 2 tháng 12 năm 2008 của Bộ trưởng Bộ Nội vụ.

## Nhiệm vụ và quyền hạn
Theo Điều 2, Quyết định số 1197/QĐ-BNV ngày 16 tháng 12 năm 2022 của Bộ trưởng Bộ Nội vụ, Viện có các nhiệm vụ, quyền hạn chính:
- Giúp Bộ trưởng Bộ Nội vụ thực hiện nhiệm vụ đầu mối quản lý hoạt động khoa học và công nghệ của Bộ:

1. Quản lý công tác nghiên cứu khoa học của Bộ;
2. Là cơ quan thường trực Hội đồng khoa học của Bộ;
3. Xây dựng chiến lược, kế hoạch phát triển khoa học của ngành;
4. Xây dựng kế hoạch nghiên cứu khoa học dài hạn, 5 năm, hàng năm của Bộ, tổ chức thực hiện, quản lý hoạt động nghiên cứu khoa học của Bộ;
5. Chủ trì, phối hợp với đầu mối quản lý khoa học của Ban Tôn giáo Chính phủ; Ban Thi đua - Khen thưởng Trung ương; Cục Văn thư và Lưu trữ nhà nước; Học viện Hành chính Quốc gia để thực hiện nhiệm vụ đầu mối quản lý khoa học của Bộ;
6. Định kỳ tổ chức sơ kết, tổng kết công tác nghiên cứu khoa học phục vụ các nhiệm vụ của Bộ, ngành.

- Nghiên cứu cơ bản về khoa học tổ chức và tổ chức nhà nước: gồm những vấn đề lý luận và thực tiễn về khoa học tổ chức, khoa học tổ chức nhà nước và tổ chức hành chính nhà nước.
- Nghiên cứu xây dựng chiến lược, cơ chế chính sách và các vấn đề khác phục vụ chức năng quản lý nhà nước của Bộ: Có nhiệm vụ nghiên cứu:

1. Cơ sở khoa học xây dựng, hoàn thiện hệ thống thể chế về tổ chức bộ máy, nhân sự, hoạt động của bộ máy hành chính nhà nước Trung ương, chính quyền địa phương các cấp và các đơn vị sự nghiệp công lập;
2. Cơ sở khoa học về tổ chức và cơ chế hoạt động của bộ máy hành chính nhà nước từ Trung ương đến địa phương, đơn vị sự nghiệp công lập, của các hội, quỹ xã hội, quỹ từ thiện, tổ chức phi chính phủ và tổ chức kinh tế;
3. Cơ sở khoa học về quản lý và phát triển đội ngũ cán bộ, công chức, viên chức và chế độ công vụ, công chức;
4. Luận cứ khoa học và các giải pháp, mô hình phục vụ cải cách hành chính nhà nước;
5. Những vấn đề lý luận và thực tiễn tổ chức lao động khoa học trong các cơ quan hành chính nhà nước;
6. Xây dựng các đề án, dự án thuộc phạm vi quản lý nhà nước của Bộ theo sự phân công của Bộ trưởng;
7. Các vấn đề cơ bản về tổ chức chính quyền đô thị và chính quyền nông thôn;
8. Các vấn đề cơ bản về tuyển dụng, sử dụng, quản lý và chế độ, chính sách đối với cán bộ, công chức, viên chức; cán bộ, công chức cấp xã và những người hoạt động không chuyên trách ở cấp xã, ở thôn, tổ dân phố; về văn hóa giao tiếp và đạo đức trong hoạt động công vụ, hoạt động nghề nghiệp của cán bộ, công chức, viên chức;
9. Mô hình, các vấn đề về tự quản địa phương, thôn, tổ dân phố;
10. Các vấn đề cơ bản trong quản lý nhà nước về thanh niên của Bộ Nội vụ;
11. Các vấn đề cơ bản trong quản lý nhà nước về tôn giáo, tín ngưỡng; văn thư - lưu trữ và thi đua khen thưởng theo phân công của Bộ trưởng.

- Nghiên cứu triển khai ứng dụng:

1. Các kết quả nghiên cứu của các đề tài, chương trình, dự án đã nghiệm thu vào thực hiện các nhiệm vụ chính trị và yêu cầu thực tiễn của Bộ, ngành Nội vụ;
2. Các thành tựu mới, hiện đại của khoa học và công nghệ vào thực tiễn công tác của Bộ, ngành Nội vụ.

- Thực hiện các dịch vụ công theo chức năng, nhiệm vụ và theo quy định của pháp luật.
- Tổ chức biên tập và phát hành: các ấn phẩm thông tin, tư liệu khoa học; và Bản Thông tin kết quả nghiên cứu khoa học; phổ biến, tuyên truyền, ứng dụng các kết quả nghiên cứu khoa học vào giải quyết các nhiệm vụ thực tiễn của Bộ.
- Thực hiện các nhiệm vụ khác do Bộ trưởng phân công.

## Lãnh đạo Viện[4]
- Viện trưởng: TS. Lê Anh Tuấn[5]
- Phó Viện trưởng:

1. TS. Vũ Xuân Thanh[6]
2. TS. Nguyễn Huyền Hạnh[7]

## Cơ cấu tổ chức[8]
(Theo Khoản 1, Điều 3, Quyết định số 1197/QĐ-BNV ngày 16 tháng 12 năm 2022 của Bộ trưởng Bộ Nội vụ)
- Phòng Nghiên cứu tổ chức
- Phòng Nghiên cứu quản lý cán bộ, công chức, viên chức
- Phòng Nghiên cứu tổng hợp
- Phòng Quản lý khoa học
- Phòng Thông tin khoa học và Hợp tác quốc tế
- Văn phòng Viện

## Công trình
Trên cơ sở kết quả các dự án điều tra và đề tài nghiên cứu khoa học, Viện đã xuất bản nhiều cuốn sách, trong đó có những công trình được đánh giá cao như:
- Quy định về chức năng, nhiệm vụ, quyền hạn và cơ cấu tổ chức của các cơ quan chuyên môn thuộc Ủy ban nhân dân cấp Tỉnh, cấp huyện (2017)
- Luật Cán bộ, công chức và hệ thống văn bản hướng dẫn thực hiện (2016)[9]
- Tổ chức bộ quản lý đa ngành đa lĩnh vực (2013)[10]
- Những vấn đề cơ bản về tổ chức quyền lực nhà nước, cải cách chế độ công vụ và đánh giá chính sách công (2010)
- Dịch vụ công – đổi mới quản lý và tổ chức cung ứng ở Việt Nam hiện nay (2007)
- Tổ chức nhà nước Việt Nam (1945-2007)[11]
- Đô thị Việt Nam hiện nay (2007)
- Thực trạng chồng chéo chức năng, nhiệm vụ giữa các Bộ, cơ quan ngang Bộ, cơ quan thuộc Chính phủ và giữa Trung ương và địa phương – Các khuyến nghị và giải pháp (2002)
- Hệ thống công vụ một số nước ASEAN và Việt Nam (1997)...